# Moshulu
Denna artikel behandlar barken Moshulu. För segelyachten, se S/Y Moshulu

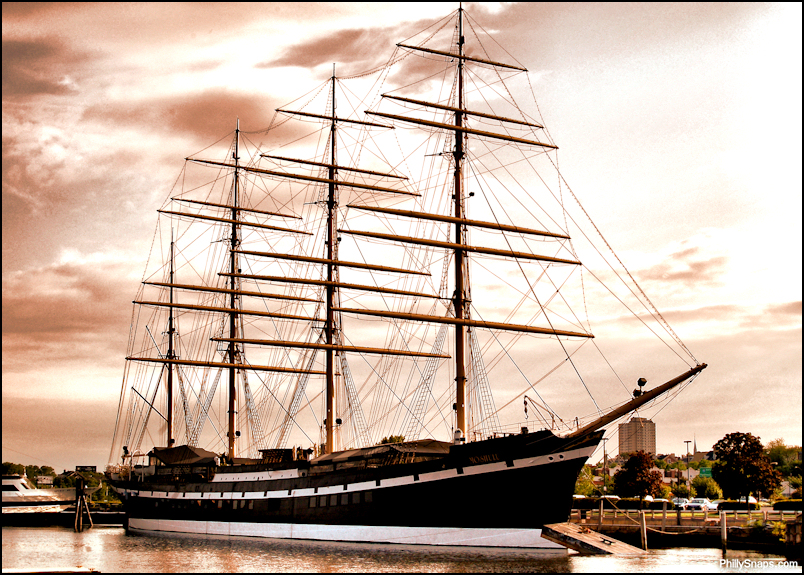
Moshulu

Moshulu är en fyrmastad stålbark på 5300 ton dödvikt, byggd 1904 i Skottland för GJH Siemers & Co i Hamburg med namnet Kurt.  Hon hade ett systerfartyg med namnet Hans.
Under första världskriget konfiskerades fartyget av USA och omdöptes till Dreadnaught och sedan Moshulu och seglade för olika amerikanska ägare. Namnet skall vara efter en indianprinsessa och lär betyda ”mockasinklädd smygande indian”, alternativt vara synonymt med Dreadnaught, ”som fruktar intet”. Den åländske redaren Gustaf Erikson köpte emellertid fartyget 1935. Fartyget vann den sista "stora" vetekappseglingen 1938/39, där de flesta av de kvarvarande stora djuphavsseglarna deltog. Denna resa har skildrats av den engelske författaren och äventyraren Eric Newby i boken "Den sista seglatsen" (utgiven 1956) då han seglade som elev ombord. Hon kapades av tyskarna 1940 och lades upp i Norge. Efter kriget användes hon som spannmålsmagasin i Stockholm och senare i Nådendal i Finland.
Efter att Moshulu tagits ur bruk bogserades fartyget över Atlanten till New York, (South Street Seaport Museum), och senare till Philadelphia där hon nu är en flytande restaurang.